# Diritti LGBT in Bhutan
L'omosessualità in Bhutan è stata depenalizzata ufficialmente nel 2021. Quando era illegale il codice penale del paese himalayano ne prevedeva, attraverso i suoi articoli 213-14, la punibilità con la reclusione da un mese a un anno, anche se non risultavano da molto tempo condanne per tali attività.
Pur non essendovi esplicite protezioni contro la discriminazione sessuale non sono noti né sono stati riferiti casi di accuse a tal riguardo; pochissimo si sa sulla vita dei gay all'interno del paese, la cultura bhutanese non condividendo la tipica visione occidentale di eterosessualità e di una contrapposta omosessualità. Alcuni hanno addirittura riferito di una società apertamente bisessuale.
A una delle principali riviste settimanali del paese, il "Bhutan Observer" è capitato di scrivere articoli di un certo spessore riguardanti le tematiche care alla comunità LGBT; ciò ha anzi suscitato gran interesse e ha presto reso i suddetti articoli giornalistici i più commentati sul sito della rivista.
Il quotidiano che sostiene il governo nel frattempo, il "Kuensel", ha descritto i gay in un suo articolo come gli appartenenti a un terzo sesso, discutendo anche programmi mirati a prevenire eventuali diffusioni di malattie sessualmente trasmissibili - compreso quindi anche il virus dell'HIV -  per gli uomini omosessuali.
Il Dipartimento di Stato USA dà questo avviso ai viaggiatori LGBT che si rechino in Bhutan: "Anche se non vi sono leggi che proibiscono esplicitamente l'attività sessuale consensuale tra individui dello stesso sesso, esiste per contro ancora una legge contro la sodomia o qualsiasi altro comportamento sessuale che è definito come contrario all'ordine della natura".
In base al succitato codice penale "una persona può essere imprigionata fino a un anno di tempo se accusata di impegnarsi in tali atti". Un funzionario del governo ha osservato anche che l'azione penale ai sensi della presente legge è molto raro, e deve essere provato come dolo dalla pubblica accusa. Non sono stati segnalati casi recenti in tal senso.
Il 10 dicembre 2020 il parlamento del Bhutan ha approvato un disegno di legge che depenalizza l’omosessualità. Il legislatore Ugyen Wangdi ha dichiarato: “Da oggi in poi l’omosessualità non sarà più considerata come “sesso innaturale”. 63 dei 69 membri del parlamento hanno votato a favore del progressivo cambiamento del codice.
Il 12 marzo 2021 l'omosessualità è stata ufficialmente depenalizzata.

## Tabella riepilogativa
| Omosessualità legale                                                                                                  | (dal 2021)                                                                                                 |
| Parità sull'Età del consenso                                                                                          | No |
| Leggi anti-discriminazione in materia di occupazione                                                                  | No |
| Leggi anti-discriminazione nella fornitura di beni e servizi                                                          | No |
| Leggi anti-discriminazione in tutti gli altri settori (inclusa la discriminazione indiretta e le espressioni di odio) | No |
| Riconoscimento delle coppie dello stesso sesso (ad esempio le unioni civili)                                          | No |
| Adozione da parte di coppie dello stesso sesso                                                                        | No |
| Permesso per i gay di servire nelle forze armate                                                                      | No |
| Diritto di cambiare legalmente genere                                                                                 | (Dopo aver presentato una nota medica e una lettera di supporto da un'organizzazione della società civile) |
| Accesso alla fecondazione in vitro per le lesbiche                                                                    | No |
| Permesso di essere donatori di sangue                                                                                 | No |